# Беярд (Нью-Мексико)
Беярд (англ. Bayard) — місто (англ. city) в США, в окрузі Грант штату Нью-Мексико. Населення — 2116 осіб (2020).

## Географія
Беярд розташований за координатами 32°45′31″ пн. ш. 108°8′1″ зх. д. / 32.75861° пн. ш. 108.13361° зх. д. (32.758506, -108.133598).  За даними Бюро перепису населення США в 2010 році місто мало площу 2,45 км², уся площа — суходіл.

## Демографія
Згідно з переписом 2010 року, у місті мешкало 2328 осіб у 928 домогосподарствах у складі 616 родин. Густота населення становила 949 осіб/км².  Було 1087 помешкань (443/км²).
Расовий склад населення:
| - 76,8 % — білих - 2,4 % — корінних американців - 0,6 % — чорних або афроамериканців - 15,9 % — осіб інших рас |

До двох чи більше рас належало 4,3 %. Частка іспаномовних становила 83,1 % від усіх жителів.
За віковим діапазоном населення розподілялося таким чином: 26,1 % — особи молодші 18 років, 55,1 % — особи у віці 18—64 років, 18,8 % — особи у віці 65 років та старші. Медіана віку мешканця становила 40,1 року. На 100 осіб жіночої статі у місті припадало 91,3 чоловіків;  на 100 жінок у віці від 18 років та старших — 86,8 чоловіків також старших 18 років.
Середній дохід на одне домашнє господарство  становив 37 144 долари США (медіана — 30 081), а середній дохід на одну сім'ю — 45 910 доларів (медіана — 37 833). Медіана доходів становила 26 607 доларів для чоловіків та 28 068 доларів для жінок. За межею бідності перебувало 28,2 % осіб, у тому числі 38,2 % дітей у віці до 18 років та 20,2 % осіб у віці 65 років та старших.
Цивільне працевлаштоване населення становило 718 осіб. Основні галузі зайнятості: освіта, охорона здоров'я та соціальна допомога — 29,8 %, сільське господарство, лісництво, риболовля — 13,0 %, роздрібна торгівля — 12,8 %.